# NGC 2476
NGC 2476 је елиптична галаксија у сазвежђу Рис која се налази на NGC листи објеката дубоког неба.
Деклинација објекта је + 39° 55' 40" а ректасцензија 7h 56m 45,2s. Привидна величина (магнитуда) објекта NGC 2476 износи 12,6 а фотографска магнитуда 13,6. NGC 2476 је још познат и под ознакама UGC 4106, MCG 7-17-3, CGCG 207-8, PGC 22260.